# Carex brevicollis
Carex brevicollis DC. es una especie de planta herbácea de la familia de las ciperáceas.

## Descripción
Es una planta cespitosa, a veces con rizomas reptantes. Espiga masculina claviforme, anchamente fusiforme o romboidea. Glumas femeninas sin margen escarioso, marrones, con ancha banda central verde. Utrículos pelosos, con pico corto y bífido. Tiene 3 estigmas.

## Distribución y hábitat
Habita en las montañas del sur y este de Europa, llegando hasta el oeste de Asia. Por el suroeste llega a los macizos calizos del tercio norte de la península ibérica. En Aragón se encuentra en el Pirineo y Prepirineo. Crece en los pastos pedregosos, sobre todo en solana en alturas de 1000 a 2400 m s. n. m. Florece en mayo-junio y fructifica en junio-agosto.

## Sinonimia
- Carex brevicollis Heuff. (1833).[1]

## Taxonomía
Carex brevicollis fue descrita por Augustin Pyrame de Candolle y publicado en Fl. Franc. (DC. & Lamarck), ed. 3. 6: 295. 1815
Etimología
Ver: Carex
brevicollis; epíteto latino que significa "con cuello corto".
Sinonimia
- Carex rhynchocarpa Heuff.	[4][5]